# 黒田健三
黒田 健三（くろだ けんぞう、1946年12月15日 - ）は、日本の元俳優。
神奈川県出身。高田事務所（現・高田みさほ事務所）に所属していた。

## 人物
東映映画『実録 私設銀座警察』『非情学園ワル』などへの出演（エキストラ）を経て、1974年に円谷プロ制作の特撮テレビドラマ『ウルトラマンレオ』（TBS）に出演。「黒田 宗」（くろだ そう）の芸名で、第8話までレギュラーとして、宇宙パトロール隊・MACの黒田隊員役を演じる。その後、芸名を「黒田 健三」に改め、1980年代までテレビを中心に活動した。
特技は、空手、ヨット。

## 出演

### テレビドラマ
- 花王 愛の劇場 / 五番町夕霧楼（1974年、TBS）
- ウルトラマンレオ 第1話「セブンが死ぬ時! 東京は沈没する!」- 第8話「必殺! 怪獣仕掛人」（1974年、TBS / 円谷プロダクション）- 黒田明雄
- 爆走! ドーベルマン刑事 第13話「助けて! アレックス」（1980年、ANB / 東映）- 廃車工場の作業員
- 特捜最前線 第171話「プノンペンから来た女!」（1980年、ANB / 東映）
- 非情のライセンス 第3シリーズ 第13話「兇悪の唇・危険を運ぶ女」（1980年、ANB / 東映）
- 特命刑事（1980年、NTV / 東映）
  - 第6話「黒い狼」- 黒い狼メンバー
  - 第9話「300億を奪い返せ!」
- 江戸の朝焼け 第15話「風流深川おんな狐」（1980年、CX）
- 太陽にほえろ! 第490話「われらがボス」（1982年、NTV / 東宝）
- 土曜ドラマ / 松本清張シリーズ けものみち（1982年、NHK）

### 映画
- 非情学園ワル[1]（1973年、東映）
- 実録 私設銀座警察[1]（1973年、東映）
- 若妻24時間暴行（1980年、東映セントラルフィルム）